# Сакраменто (Кентуккі)
Сакраменто (англ. Sacramento) — місто (англ. city) в США, в окрузі Маклейн штату Кентуккі. Населення — 429 осіб (2020).

## Географія
Сакраменто розташоване за координатами 37°24′59″ пн. ш. 87°16′2″ зх. д. / 37.41639° пн. ш. 87.26722° зх. д. (37.416496, -87.267148).  За даними Бюро перепису населення США в 2010 році місто мало площу 1,08 км², уся площа — суходіл.

## Демографія
Згідно з переписом 2010 року, у місті мешкало 468 осіб у 200 домогосподарствах у складі 133 родин. Густота населення становила 435 осіб/км².  Було 230 помешкань (214/км²).
Расовий склад населення:
| - 94,0 % — білих - 4,1 % — чорних або афроамериканців |

До двох чи більше рас належало 1,5 %. Частка іспаномовних становила 1,1 % від усіх жителів.
За віковим діапазоном населення розподілялося таким чином: 23,3 % — особи молодші 18 років, 56,8 % — особи у віці 18—64 років, 19,9 % — особи у віці 65 років та старші. Медіана віку мешканця становила 42,5 року. На 100 осіб жіночої статі у місті припадало 91,0 чоловіків;  на 100 жінок у віці від 18 років та старших — 78,6 чоловіків також старших 18 років.
Середній дохід на одне домашнє господарство  становив 38 821 долар США (медіана — 30 000), а середній дохід на одну сім'ю — 53 069 доларів (медіана — 44 844). За межею бідності перебувало 28,1 % осіб, у тому числі 38,7 % дітей у віці до 18 років та 24,4 % осіб у віці 65 років та старших.
Цивільне працевлаштоване населення становило 145 осіб. Основні галузі зайнятості: освіта, охорона здоров'я та соціальна допомога — 31,0 %, роздрібна торгівля — 19,3 %, виробництво — 11,0 %, публічна адміністрація — 9,0 %.